# It All Belongs to Me
"It All Belongs to Me" är en duett framförd av de amerikanska sångerskorna Monica och Brandy, komponerad av Rico Love, Earl Hood och Eric Goudy II till Monicas sjätte studioalbum New Life (2012). Låten är Brandy och Monicas första samarbete på fjorton år. År 1998 släpptes "The Boy Is Mine" som slog rekord genom att ligga etta tretton veckor i rad på Billboard Hot 100. Den nya duetten innehåller inslag av popmusik men har beskrivits som en "klassisk R&B-låt" av Rico Love. Till skillnad från sångerskornas samarbete på 1990-talet är Brandy och Monica på samma sida i låten och sjunger om kvinnlig egenmakt. Sångerskorna gör slut med sina respektive pojkvänner och tar samtidigt tillbaka allt som är deras.
Musikkritiker hade blandade reaktioner på spåret. De prisade Monica och Brandys sångframförande men uttryckte besvikelse över själva kompositionen. Låten gavs ut som huvudsingeln från Monicas album den 10 februari 2012. "It All Belongs to Me" hade premiär på amerikansk radio den 6 februari 2012. Efter premiären blev hashtagsen "Monica&Brandy" och "ItAllBelongstoMe" internationella "twitter-trender". "It All Belongs to Me" matchade aldrig den föregående duettens framgångar och nådde som högst plats 23 på den officiella amerikanska R&B-listan Hot R&B/Hip-Hop Songs. Den föll sedan snabbt ur topplistan. Detta blev Monicas näst lägsta topp-notering för en huvudsingel efter "All Eyez on Me" som nådde plats 32 år 2002.
Musikvideon för singeln regisserades av Chris Robinson och hade premiär den 5 mars 2012. Videon har sagts vara inspirerad av filmerna Hålla andan och Thelma & Louise och blev en stor framgång redan under sin första vecka på VH1 där den debuterade på en 9:e plats. Monica och Brandy marknadsförde låten på flera tillställningar. Duon skulle ha uppträtt som huvudnummer på Grammy-galans förfest men på grund av Whitney Houstons bortgång samma kväll valde de att inte göra det.

## Bakgrund
Första gången Brandy och Monica arbetade tillsammans var på duetten "The Boy Is Mine" år 1998, vilken gavs ut när sångerskorna, 17 respektive 16 år gamla, var som framgångsrikast. Brandy och Monica hade båda haft stora framgångar med platinacertifierade debutalbum och flera listettor. Tack vare sångerskornas liknande musik och framgångar drog kvällspressen slutsatsen att de unga kvinnorna var ovänner och "hatade" varandra. För att vinna på publiciteten som detta skapade skrevs "The Boy Is Mine", som först var tänkt för enbart Brandy, till en duett där sångerskorna bråkar om samma pojkvän. Låten gavs ut som den ledande singeln från båda sångerskornas kommande skivor, Never Say Never och The Boy Is Mine. Singeln blev 1998 års största hitlåt som slog rekord genom att ligga etta tretton veckor i rad på Billboard Hot 100. Trots att Brandy och Monica förnekade att de var osams på riktigt avslöjade en radiointervju år 2012 att sångerskorna hade rykt ihop över ett "missförstånd". Ingen av sångerskorna lyckades överglänsa "The Boy Is Mine" efter 90-talet. Det närmsta Brandy kom blev med "What About Us?" som tog sig till en sjundeplats på amerikanska topplistan år 2002. Följande år klättrade Monicas "So Gone" till en tiondeplats. Dessa singlar blev sångerskornas enda topp-tio hits på Billboard Hot 100 under 00-talet. 
Några år efter deras första duett träffades Brandy och Monica igen och fortsatte ha kontakt med varandra. I en intervju förklarade Brandy; "Jag tror att vi båda två upptäckte hur mycket vi hade gemensamt, speciellt efter vi fick våra barn". Om Monicas comeback år 2010 med skivan Still Standing sa Brandy; "Jag är stolt över henne. Monica bevisar att man visst kan ha en framgångsrik comeback med den rätta musiken och den rätta looken. Hon är idealet för mig just nu. Jag vet inte vad mer jag ska säga, hon är fantastisk." I en senare intervju svarade Monica; "Det betyder mycket för mig att veta att hon alltid ställer upp istället för att behöva känna att hon är en rival. Det betyder mer än om någon annan skulle ha sagt samma sak eftersom både Brandy och jag började våra karriärer när det fortfarande inte fanns så många som var som vi." Under sista kvartalet rapporterades det att Rico Love arbetade med Monica på hennes sjätte studioalbum New Life.. Love arbetade fram ett spår vid namn "It All Belongs to Me", som var tänkt som en uppföljare till "The Boy is Mine". Han ansåg att "It All Belongs to Me" mer eller mindre fortsätter där "The Boy is Mine" slutade. "Den är en väldigt soul-fylld R&B-låt med inslag av pop. Jag ville skapa en klassiker samtidigt som jag ville att den skulle ha tillräckligt med appeal för att slå igenom på pop-marknaden och bli en topp-fyrtio hit".
I april 2012 avslöjade Monica till Rap-Up att låten till en början tillhörde R&B-sångaren R. Kelly och var tänkt att inkluderas på hans elfte studioalbum Write Me Back (2012). Hon berättade att hon älskade låten och frågade Kelly om inte hon kunde få låten istället. "Jag kände att jag var tvungen att gå till honom och fråga 'Kan jag få det här spåret och ha det på min skiva?'." Kelly gav henne låten och Monica tackade honom "från djupet av sitt hjärta". Det var skivbolaget som kom med idén om att ha med Brandy på låten, som till en början var tänkt att framföras solo. "It All Belongs to Me" hade premiär på amerikansk radio den 6 februari 2012. Låten gjordes möjlig för digital nedladdning på Itunes den 14 februari. Efter radiopremiären blev hashtagsen "Monica&Brandy" och "ItAllBelongstoMe" internationella "twitter-trender" i sammanlagt tre timmar natten mot tisdag.

## Inspelning
Efter att "It All Belongs to Me" getts till Monica avslöjade hon att hon ville spela in den som en duett med Brandy. Brandy hade fram till dess också haft planer på ett nytt samarbete. Efter ett möte med RCA och Chameleon Records' chefer Peter Edge och Breyon Prescott gick båda sångarna med på att spela in låten. Monica menade dock att hon inte tänkte spela in låten utan Clive Davis' tillåtelse varpå Brandys team kontaktade Davis som godkände samarbetet. Duon spelade in låten i en studio i Miami, Florida,  den 6 till 8 januari 2012. I en intervju beskrev Brandy energin i studion som "magisk" och fortsatte; "Jag var så glad att se henne igen och att få arbeta med henne igen. Vår schemalagda tid i studion var fantastisk. Det var som om det var menat. Allt var som det var 1998." Mellan inspelningarna tog sångerskorna bilder och pratade om sina liv. Brandy och Monica var båda överens på att ge sin bästa sång på spåret.
Efter att Whitney Houston hört "It All Belongs to Me" sade hon till Monica; "Du fullkomligt äger den där sista tonen. Och du vet att jag vet att du stal den från mig, eller hur?" I en intervju med Rap-Up berättade Rico Love om tiden i inspelningsstudion; "det var intressant på grund av deras historia och energin var så positiv. Den var elektrisk. Jag ville verkligen få båda att ge sin bästa sång. Låten förmedlar nästa del i en historia och visar deras mognad. Jag ville att både Monica och Brandy skulle känna det. Det var fantastisk energi och fantastiska vibbar. Tjejerna var så upprymda och det var roligt. Vi hade en fantastisk tid ihop och jag lärde mig så mycket." Love avslöjade att två versioner av låten spelades in, en till vardera skiva. Trots det inkluderades aldrig "It All Belongs to Me" på Brandys Two Eleven.

## Sammansättning
"Den är annorlunda än 'The Boy Is Mine'. Monica och jag skämtar hela tiden om att vi är för gamla för att bråka om män. Hon är gift och jag har en pojkvän. Vi har inget att bråka om, så det är inte en fortsättning på vad vi gjorde när vi var tonåringar" 

Rico Love som tidigare komponerat Kelly Rowlands "Motivation" och Mary J. Bliges "Mr. Wrong" förklarade att han ville skapa en "tidlös R&B-klassiker med inslag av popmusik". "It All Belongs to Me" är en samtida R&B-produktion med retrostuk som varar i fyra minuter och sex sekunder. Den är klassificerad som en ballad och framförs med gospel-liknande sång. Den utgörs till stor del av Beatles-inspirerade gitarrer och piano. Låten handlar om två kvinnor som köper dyra presenter till sina respektive pojkvänner, vilka är otacksamma varav sångerskorna tar tillbaka sina saker. Spårets första verser framförs av Brandy som använder sitt lägre register; "Loving you is hard/I feel like I'm bout to hurt myself/And I don't wanna do it baby/Been Loving you so hard/And the way you've been acting aint no help/No, no, no, no suga". I låtens refräng fortsätter sångerskan tillsammans med Monica; "I know you're mad/Can't take no more/But put that back/That aint yours/Have a fit/Slam the door/But leave them bags on the floor/That shit belongs to me/Those clothes, cars, those rings, yeah that MacBook!/So log off your Facebook/It all belongs to me". Mot slutet av låten börjar sångerskorna sjunga i melism varav Monica framför den sista versen och använder sin falsett. I en intervju med Jeff Foxx på radiokanalen WBLS förklarade Monica att eftersom låten handlade om att göra slut med sin partner ville sångerskorna föra in lite komik med hjälp av referenserna till Macbook och Facebook.

## Medias mottagande
I en intervju med Yahoo! Music sa Brandy att hon trodde att kvinnliga lyssnare skulle älska låten. Enligt den amerikanska nöjessidan HitFix uppskattades låten av läsarna som gav den betyget B+. Kritiker var oeniga om spåret. Andrew Hampp vid Billboard skrev i sin recension; "Den är ungefär fem snäpp under Beyonce's "Irreplacable" när det gäller kaxighet och skulle behöva ett extra förtecknen eller två. Ändå slutar den fyra minuter långa melodin på ett liknande sätt, med båda sångerskorna som levererar melism efter melism och försöker övertrumfa varandra och bevisa vems sakerna tillhör (Monica får sista ordet). Billy Johnson Jr. från Yahoo! sa istället att låten hade ett "tuffare budskap" och var mera "förödmjukande för det manliga egot" än Beyoncés "Irreplaceable". Han beskrev spåret som en "stoltserande pianoballad". Bill Lamb från About.com rankade låten på sin lista över veckans bästa poplåtar. Elena Gorgan från Softpedia sade att samarbetet var "värd väntan". Michael O'Connell och Shirley Haperin från The Hollywood Reporter ansåg att låten gav prov på sångerskornas kraftfulla röster som "tog dem till toppen för 14 år sedan".
April Daley, skribent för Entertainment Weekly, var förvånad att Monica och Brandy inte återförenats tidigare i deras karriärer eftersom de varit vänner under en längre tid. Hon skrev; "olikt deras hit från 98 så kommer det här sömnpillret inte lämna något avtryck i våra spellistor. Den verkar till en början ha de rätta ingredienserna; stark sång och ett kraftfullt budskap men lider dessvärre av meningslösa återkopplingar till Macbook och Facebook och taktslag som inte är tillräckligt medryckande." Hon jämförde den också med Beyoncé's "Irreplaceable" men menade att duetten hade en "yngre låttext". Becky Bain från Idolator ansåg att den var en "medryckande R&B-låt" och skrev; "det är trevligt att båda damerna äntligen kommer överens!" Kenneth Partridge från AOL Music sa "de har blivit sårade av sina män och tvekar inte en sekund med att visa varandra lite kvinnlig solidaritet. De står upp för varandra." Danielle Cheesman MSN Entertainment kritiserade "It All Belongs to Me" och skrev; "okej, nu säger vi det; den här låten kommer aldrig att bli lika stor som 'The Boy Is Mine'." Den amerikanska nyhetsbyrån CNN var positivare och skrev; "Det här är en återkoppling till 90-talet som vi stödjer helhjärtat." Den amerikanska radioprataren Kelson vid stationen Radio-92Q jämförde låten med Beyonces "Irreplaceable" och fortsatte; "Låten är en hymn till alla kvinnor och en perfekt uppföljare till 'Boy Is Mine'."
Dan Martin från NME ansåg att "It All Belongs to Me" inte var den "gyllene comebacken" som folk förväntade sig. "Trots svängiga texter om facebook och sånt så misslyckas den här låten att a) fortsätta där den gamla dängan slutade och b) ställa tjejerna mot varandra." Journalisten Michael Cragg från The Guardian skrev att låten "faktiskt är en stor besvikelse". Han fortsatte; "Medan 'The Boy is Mine' drev sångerskorna mot varandra på ett briljant sätt och la mer bränsle på deras påstådda rivalitet så är 'It All Belongs to Me' lite för ordinär med 'han har behandlat mig illa och måste ut-vibbar'." Bloggaren Chris Eggertsen vid HitFix gav låten ett D+ i betyg och poängterade att det var fler år sedan "The Boy is Mine" kom ut och undrade om något skulle bry sig om en ny duett. Eggertsen noterade att produktionen också lät "daterad" och avslutade recensionen med att skriva; "båda sångerskorna behöver starkare material för en comeback". Amanda Dobbins vid New York skrev att låten i botten var en "karaoke-vänlig" motsvarighet till "Irreplaceable" men skrev också att "B&M verkar vara mer befästa vid saker och exakt vad som tillhör dem (kläder, bilar, ringar och hysteriskt nog den där Macbooken)".
"För fjorton år sedan hade vi aldrig möjligheten att riktigt fira 'The Boy Is Mine' på det viset vi borde. Den blev en av alla tiders bästsäljande singlar och trots det uppträdde de bara en gång på MTV. Grammy-ceremonin står för det bästa inom musiken. Jag är mycket glad över möjligheten för Monica och Brandy att få uppträda på förfesten eftersom väldigt, väldigt få människor faktiskt har sett dem uppträda tillsammans." 

## Liveframträdanden
RCA Records har planerat en omfattande PR-kampanj för Brandy och Monicas comeback. Detta innefattar uppträdanden på flera dag- och kvällstids talkshower, radiointervjuer och pressfotografering. Den 11 februari 2012, Brandys 33-årsdag, var sångerskorna planerade att uppträda som huvudnummer på Grammy-galans förfest, ett av Brandy och Monicas viktigaste "comeback" evenemang. Duon skulle ha sjungit deras hit "The Boy Is Mine" och sedan, för första gången live, framfört "It All Belongs to Me". Dagen innan, under genrepet, besöktes Brandy och Monica av popikonen, och nära vännen Whitney Houston som kom med tips och stöttning. Några timmar före uppträdandet nästa dag förklarades Houston död varvid Clive Davis meddelade att båda sångerskorna var för otröstliga för att kunna uppträda. Brandy och Monica debuterade låten live den 16 februari på The Tonight Show. Den 12 mars var Brandy och Monica gäster i det populära musikprogrammet 106 & Park. Följande dag (13 mars) fortsatte duon att marknadsföra "It All Belongs to Me" på flera olika radiokanaler, däribland Hot 97, Power 105 – The Breakfast Club Morning Show, Power 106, WBLS och Kiss FM.
Den 10 april är de planerade att uppträda på Good Morning America och följande dag på The View.
Det finns även planer på en gemensam turné för de båda sångerskorna.

## Musikvideo

### Bakgrund
Musikvideon till singeln regisserades av Chris Robinson. Videon filmades den 13 februari 2012 och hade exklusiv premiär på TV-kanalen Vh1 den 5 mars 2012. Under dagen ledde Brandy och Monica specialfilmade segment. Bland annat under reklamavbrotten på säsongspremiärerna av de populära serierna Basketball Wifes och T.I. And Tiny: The Family Hustle. Speciella "bakom-kulliserna" och "making of" avsnitt sändes även under eftermiddagen. På VH1:a hemsida gav sångerskorna intervjuer och var även gäster på VH1:s bloggsida. I en intervju med Rolling Stone berättade Brandy om videons handling; "Vi är båda i dysfunktionella relationer och hjälper varandra. Det är lite som en musikvideor version av 'Thelma & Louise'." I en intervju med Vh1 sa Monica: "vi kommer båda från en era, 90-talet, när musikvideor var fängslande, man kunde stänga av ljudet och videon var fortfarande intressant. Dagens videor handlar ofta om ingenting och det vill vi ändra på." I videon hjälper sångerskorna varandra att ta tillbaka allt som är deras från sina pojkvänner. I en av sekvenserna sätter en av kvinnorna eld på sin pojkväns Porsche, en scen vars inspiration hämtades från dramafilmen Hålla andan (1996). Videon gör reklam för Macbook, Facebook och 2012 års modell av BMW 6-serie via produktplacering.

### Handling
I videons första scener ger Brandy sin pojkvän en klocka men det dröjer inte länge förrän paret börjar bråka. I nästa scener skjutsar Brandy pojkvännen till en avlägsen väg i öknen och kastar ut honom ur bilen. Hon ändrar sedan sin facebook-status till 'singel'. I nästa klipp syns Monica ge sin pojkvän en bil. Paret har sedan en hetsig diskussion inomhus vilket leder till att Monica klipper av sin pojkväns slips med en sax. I följande scener syns sångerskorna i svarta läderkläder medan de hjälper varandra att ta tillbaka sina saker de gett bort till de otacksamma männen. De placerar Macbooken, märkeskläder och kostymer i bilen som Monica tidigare gav till sin pojkvän. I videons sista scener syns sångerskorna stå på varsin sida om bilen och vinka bekymmerslöst till Monicas pojkvän som betraktar dem förvånat från längre håll. Brandy och Monica far därifrån i Brandys bil och sekunder senare exploderar den andra bilen där de lagt alla saker.

### Mottagande
MTV:s recensent Byron Flistch prisade sångerskornas utseende i videon. Han kommenterade också att; "vi stödjer inte arsenik eller något sådant men vi är superglada att se Brandy och Monica komma överens - man kan inte hysa agg mot något för evigt." Enligt Fashion Bomb Daily bar Brandy kläder från Versace till ett värde av 1,275 amerikanska dollar, 8.543 svenska kronor. Robbie Daw vid Idolator sade att Monica och Brandy såg "häpnadsväckande vackra ut" men ansåg att videon kunde ha varit mera kreativ. Maritess Calabria vid RyanSeacrest.com tyckte att videon reflekterade hur mycket makt kvinnor har över pengar i ett förhållande och avslutade recensionen med; "lika lätt som de ger bort det, kan de ta tillbaka det". New York journalisten Amanda Dobbins gav videon en negativ recension och skämtade att en stor del av videons budget gick åt att "bränna upp MacBooken i fråga".

## Format och innehållsförteckningar
| - Digital nedladdning 1. "It All Belongs to Me" - 4:06 - Amerikansk promosingel (enbart radio) 1. "It All Belongs to Me" (Radio Edit) [Mixed / Not Mastered] - 4:06 | - Brittisk nedladdningsbar utgåva 1. "It All Belongs to Me" (Radio Edit) - 3:06 2. "It All Belongs to Me" - 4:06 3. "Anything (To Find You)" - 3:42 |

## Personal och musikmedverkande
- Låttext – Rico Love, Earl Hood, Eric Goudy II
- Produktion – Rico Love
- Programmering sång – Earl Hood, Eric Goudy II
- Inspelning – Thurston Mcrea
- Inspelning (assistans) - Diego Avendano
- Ljudmix – Robert Marks
- Ljudmix (assistans) - Matt Huber, Nate Burgess

## Topplistor
"It All Belongs to Me" debuterade på plats 66 på amerikanska R&B-listan Hot R&B/Hip-Hop Songs den 16 februari. Följande vecka klättrade låten 22 placeringar och nådde en 44:e plats. Som högst nådde singeln till plats 23, vilket blev Monicas tredje topp-trettio notering från New Life men näst lägsta topp-notering för en huvudsingel efter "All Eyez on Me" som nådde plats 32 år 2002. Den tog sig även in på Sydkoreas officiella topplista Gaon Chart där den nådde plats 53.
| Lista (2012)                          | Topplacering |
| ------------------------------------- | ------------ |
| Storbritannien (UK Singles Chart)     | 183          |
| Sydkorea (Gaon Chart)                 | 53           |
| USA (Billboard Hot R&B/Hip-Hop Songs) | 23           |

## Utgivningshistorik
| Land            | Datum            | Format                   | Skivbolag |
| --------------- | ---------------- | ------------------------ | --------- |
|                 | 6 februari 2012  | Internetpremiär          | RCA       |
| Internationellt | 13 februari 2012 | Digital nedladdning      | RCA       |
| USA             | 21 februari 2012 | Rhythmic AC och Urban AC | RCA       |